# 39415 Janeausten
39415 Janeausten este o planetă minoră (asteroid), cu un diametru de 9,036 km, din centura de asteroizi. A fost descoperită pe 26 martie 1971 la Observatorul Palomar de Cornelis Johannes van Houten și a fost numită după Jane Austen. 
Obiectul prezintă o orbită caracterizată de o semiaxă mare de 3,9415672 UAi, o excentricitate de 0,21, o înclinație de 2,37878 ° în raport cu ecliptica.